# Дзюба Вадим Романович
Вади́м Рома́нович Дзю́ба (нар. 31 Березня 1992, село Долгоруково, Липецька область) — російський актор театру і кіно, поет, популяризатор класичної поезії.
Здобув популярність як виконавець класичних віршів, особливо віршів Сергія Єсеніна. Вистава Вадима Дзюби «Буду співати!» (про творчість Сергія Єсеніна) користується популярністю в культурному середовищі. Актора запрошують виступати такі культурні центри, як Московський державний музей С. О. Єсеніна, Храм Христа Спасителя, Музей-квартира О. О. Блока, Бібліотека «Будинок О. Ф. Лосєва», Музей Сергія Єсеніна в Воронежі, Липецька державна філармонія.
Народився 31 березня 1992 року в селі Долгоруково Липецької області. Закінчив театральний факультет Воронезькій державній академії мистецтв. Актор Московського обласного державного театру юного глядача (2015-2023).
У 2015 році в рамках IX Міжнародної літньої театральної школи Вадим Дзюба бере участь у вуличній виставі Максима Діденко та Юрія Квятковського «Мортідо. Веселка Судорог».
У 2016 році актор став дипломантом VII Міжнародного конкурсу читців імені А. П. Чехова. У 2019 році — лауреат у номінації «Краща чоловіча роль» фестивалю «Тургенівська театральна Москва» за виконання ролі Володі у виставі «Перше кохання» (реж. Микола Дручек).
У 2021 році зіграв свою виставу «Буду співати!» на сцені Липецької державної філармонії у супроводі Липецького Державного оркестру російських народних інструментів.
26 лютого 2022 року Вадим Дзюба був затриманий у Москві на Пушкінській площі під час протестів проти повномасштабного вторгнення Росії в Україну. У результаті Савеловський районний суд оштрафував Вадима на 20 тис. рублів.
У серпні 2022 року об'єднав свої вірші, написані після початку повномасштабного вторгнення Росії в Україну, у цикл під назвою «Вірші проти».
У листопаді 2022 року виступив у Залі церковних соборів Храму Христа Спасителя у складі концерту, присвяченого творчості Сергія Єсеніна. У програмі свого виступу актор прочитав в тому числі і антивоєнний уривок з поеми «Анна Снєгіна».